# Dubarechinus
Dubarechinus is een geslacht van uitgestorven zee-egels uit de orde Arbacioida. De relatie met andere geslachten uit deze orde is nog onduidelijk.

## Soorten
- Dubarechinus despujolsi Lambert, 1937 †
- Dubarechinus termieri Lambert, 1937 †